# Medicina de la conservación
La medicina de la conservación es una ciencia transdisciplinar de reciente surgimiento, relacionada con otras de las llamadas disciplinas de crisis (genética de la conservación y biología de la conservación), cuyo objetivo es el estudio y desarrollo de respuestas frente a  problemas ecológicos complejos, algunos no del todo conocidos, que afectan a la salud, partiendo de conocimientos procedentes de diversos campos de las ciencias biológicas, las ciencias sociales y las ciencias de la salud.

## Enfoque ecosistémico de salud
El concepto de salud en esta disciplina engloba la salud humana, la salud animal y la salud ambiental y se aborda en un contexto ecológico. De este modo, equipos multidisciplinares de médicos, biólogos de la conservación, veterinarios, e investigadores de otras disciplinas y ciencias se coordinan con el fin de  desarrollar estrategias que contribuyan a la consecución de una salud integral, de los ecosistemas y de todas las especies que viven en ellos, incluyendo al ser humano.
La salud del ser humano, definida por la Organización Mundial de la Salud como “el estado completo de bienestar físico, mental y social” depende en gran parte del buen estado de salud de los ecosistemas de los que en última instancia dependen su seguridad alimentaria y sus posibilidades de desarrollo agrícola, pecuario, urbano e industrial.

## Consecuencias de la crisis de biodiversidad en la salud
Los procesos continuos y acelerados de fragmentación y degradación de los hábitats, introducción de especies invasoras, contaminación, sobreexplotación y cambio climático suponen una seria amenaza para la biodiversidad a pequeña y gran escala. 
El impacto global de las actividades humanas sobre la biodiversidad y los procesos ecológicos tiene implicaciones en la salud y se está manifestando un aumento en la incidencia y distribución geográfica de enfermedades infecciosas emergentes (EIE) y de enfermedades reemergentes (ERE) no solamente afectando a la salud humana sino también a la salud animal, bien sean animales domésticos o salvajes, debido en parte a cambios en los patrones de transmisión de patógenos.
Del 60 al 75% de las EIE en humanos son de origen zoonótico y además –hecho de especial importancia para la biología de la conservación- son las zoonosis una de las principales causas de amenaza de la biodiversidad local o regional de vertebrados, lo que supone alteraciones en el funcionamiento, la dinámica y la estructura de los ecosistemas que sustentan tales poblaciones.
Así pues, hay numerosos ejemplos de enfermedades transmitidas de animales a personas, tales como la Fiebre del Nilo Occidental, el Ébola, el síndrome pulmonar por Hantavirus, el Síndrome Respiratorio Agudo Severo o la enfermedad de Lyme, las claves para cuyo control o erradicación podrían averiguarse desde el enfoque ecosistémico de salud que ofrece la medicina de la conservación. 
Una zoonosis puede ver incrementada su tasa de incidencia debido a la fragmentación de un hábitat, con su consecuente incremento en las poblaciones de animales oportunistas y potenciales reservorios de la enfermedad, lo que aumentaría las probabilidades de contacto entre el vector del agente etiológico y los humanos. De hecho, existen ejemplos que se ajustan muy bien a este patrón, como la enfermedad de Lyme en Estados Unidos o el brote reciente de Leishmania en Madrid.